# 861
Cette page concerne l'année 861  du calendrier julien.  Pour le nombre 861, voir 861 (nombre).
L'année 861 est une année commune qui commence un mercredi.

## Événements
- 19 mai : une météorite tombe sur Nōgata, sur l'île de Kyūshū au Japon. Il s'agit de la plus ancienne météorite recueillie encore conservée[1].
- 11 décembre : le calife abbasside al-Mutawakkil est assassiné par des mercenaires à la solde de son fils, al-Muntasir, poussé par un complot des chefs mamelouks[2]. Il règne jusqu'en 862. Les mamelouks tiennent les rênes du pouvoir.

- Adoption du calendrier chinois au Japon[3].

### Europe
- Janvier : les Vikings de la Seine dévastent Paris et l'abbaye de Saint-Germain-des-Prés. Ils pillent Melun[4].
- Février : à la mort du comte de Capoue Landon, son fils Landon II lui succède, mais est renversé en août par son oncle Pandon[5]. Pandonolf succède à son père Pandon à sa mort en 862, puis l'évêque de Capoue Landolf II finit par usurper le trône en 862-863 (fin en 879).
- 25 mai : concile de Constantinople. Alexios Aristênos, canoniste, participe au concile. Le patriarche de Constantinople Ignace est déposé et Photios confirmé.
- Mai : les Vikings de Weeland entrent dans l'embouchure de la Seine, à l'appel de Charles le Chauve qui s'engage à leur fournir 5 000 livres d'argent et leur ravitaillement. Plus tard, ils assiègent la bande rivale de la Seine dans leur île d'Oscellus (Oissel ou Jeufosse) qui doivent leur payer 6 000 livres d'or et d'argent pour avoir la vie sauve[4]. Assiégeants et assiégés hivernent à Saint-Maur-des-Fossés[6]. Durant l'été, les moines de Saint-Germain-des-Prés se réfugient à Nogent-l'Artaud, ceux de Ferrières-en-Gâtinais à Auxerre à l'automne[4].
- Juin : plaid de Compiègne. Charles le Chauve confie au duc Robert le Fort, un ancêtre des Capétiens, la mission de défendre la région entre Seine et Loire (marche de Neustrie)[4].
- 25 juin : ouverture du concile de Pîtres (fin en 862)[7].
- 2 août : Charles le Chauve est à l'abbaye de Chelles[4].
- 14 septembre : Charles le Chauve est à Auxerre, le 11 octobre à Verzé, près de Mâcon[8]. Après le plaid de Compiègne, il lance une expédition contre son neveu Charles de Provence[9], prenant prétexte d’un appel d’une partie de l’aristocratie provençale[10], dont le « puissant comte d’Arles Fourrat »[11]. Mais battu par Girard de Roussillon[12] il ne dépasse pas Mâcon[11].
- 25 décembre : Charles le Chauve célèbre Noël à Ponthion[4].

- Les Vikings danois saccagent Winchester, la capitale du roi Ethelbert de Wessex[13].
- Le prince de Moravie Rotislav demande au pape Nicolas Ier l’autorisation de mettre en place une administration ecclésiastique indépendante en Grande-Moravie. Le pape ne répond pas et Rotislav se tourne en 862 vers l’empereur de Byzance Michel III, en lui demandant des maîtres[14].
- Adhemar, prince de Salerne, est renversé par Guaifer, qui lui crève les yeux en 866 (fin de règne en 880)[15].
- Révolte de Carloman contre son père Louis le Germanique[16].